# Fox Networks Group
Fox Networks Group je podružnica američkog preduzeća Fox Entertainment Group, dela Njuz korporacije. On emituje svoje zabavne, informativne, sportske i filmske sadržaje pod mnogim oznakama, uključujući Foks, FX, Foks krajm, Foks lajf, Nešnl džiogrefik, STAR TV i Bejbi TV.

## Srbija
- National Geographic - 2005
- Sky News - 2005
- FOX Crime - 2006
- FOX Life - 2007
- Baby TV - 2009
- 24 Kitchen - 2011
- FOX Movies - 2012
- FOX - 2012

## Spoljašnje veze
- Zvaničan srpski sajt